# Aeschines Socraticus

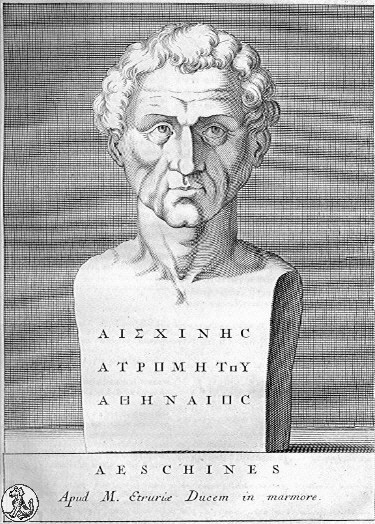
Aeschines Socraticus

Aeschines (Oudgrieks Αἰσχίνης) (ca. 425 tot ca. 350 v.Chr.) was een oud-Grieks filosoof uit de deme Sphettus in de stad Athene.

## Biografie
In zijn jeugd was Aeschines een volgeling van Socrates. Door historici wordt doorgaans naar hem verwezen als Aeschines Socraticus, of "De Socratische Aeschines", om hem te kunnen onderscheiden van de invloedrijke Atheense redenaar Aeschines. Volgens Plato was Aeschines aanwezig op het proces en bij de executie van Socrates. Het is nu bekend dat Aeschines na Socrates' dood, net als Plato, filosofische dialogen geschreven heeft waarin Socrates als hoofdpersoon wordt opgevoerd. Hoewel van deze dialogen slechts enkele fragmenten overgeleverd zijn, aangevuld met enkele citaten bij latere schrijvers, werd hij bij de klassieken geëerd omwille van zijn nauwkeurige weergave van socratische gesprekken. In dat opzicht was hij waarschijnlijk betrouwbaarder dan Xenophon en op het vlak van de dramatische inkleding leek hij waarschijnlijk meer op Plato. Veel moderne geleerden geloven dat de geschriften van Xenophon bijna uitsluitend geïnspireerd zijn door Plato en/of andere socratici, zoals Antisthenes en Hermogenes. Anderzijds zijn er echter geen goede redenen om aan te nemen dat de geschriften van Aeschines nagenoeg volledig gebaseerd zouden zijn op zijn eigen persoonlijke herinneringen aan Socrates.

## Socratische dialogen
Van Aeschines is bekend dat hij de volgende socratische dialogen schreef: Alkibiades, Aspasia, Axiochus, Callias, Miltiades, Rhinon en Telauges.
De meeste informatie is beschikbaar over de dialogen Alkibiades en Aspasia. Van de andere dialogen is zeer weinig geweten.
De 2e-eeuwse sofist Publius Aelius Aristides citeert uitgebreid uit de Alkibiades, wat het grootste stuk ons bekende tekst van Aeschines vormt. Net voor de Eerste Wereldoorlog ontdekte Arthur Hunt een papyrus in Oxyrhynchus die een lange fragmentarische passage bevatte uit dezelfde dialoog, die reeds verloren was gegaan sinds de klassieke oudheid.
In de dialoog discussieert Socrates met de jonge, ambitieuze Alkibiades over Themistocles. Hij argumenteert dat Alkibiades niet voorbereid is op een carrière als politicus, aangezien hij er niet in was geslaagd om "zorg voor zichzelf" te dragen op een zodanige manier dat hij kon vermijden te denken dat hij meer wist dan hij in feite wist over de belangrijkste zaken.
Socrates lijkt te pleiten voor de opvatting dat succes proportioneel is aan kennis (hoewel kennis echter niet noodzakelijk voldoende is voor compleet succes), als tegengesteld aan het overgeleverd zijn aan het lot of de goddelijke voorzienigheid, onafhankelijk van kennis. Socrates' argumenten zorgen bij de gewoonlijk erg pretentieuze Alkibiades voor tranen van schaamte en wanhoop. Van deze gebeurtenis wordt ook bericht in Plato's dialoog Symposium. Socrates beweert dat hij enkel door hem te beminnen Alkibiades kan verbeteren (door op die manier een verlangen naar kennis op te wekken), aangezien Socrates geen eigen kennis heeft om hem te onderwijzen.
De belangrijkste bronnen over de dialoog Aspasia zijn Athenaeus, Plutarchus en Cicero. In de dialoog raadt Socrates Callias (de kleinzoon van de meer bekende Callias) aan om zijn zoon Hipponicus naar Aspasia te sturen om er over de politiek te leren. In de dialoog argumenteert Socrates onder meer dat vrouwen over dezelfde militaire en politieke "deugden" beschikken als mannen. Socrates bewijst dit door te verwijzen naar het voorbeeld van Aspasia zelf (van wie bekend was dat ze Pericles adviseerde), Thargelia van Milete (een hofdame die vele Grieken wist te overtuigen om bondgenoot te worden van Xerxes en in ruil een deel van Thessalonica als eigendom kreeg), en de legendarische Perzische strijdster Rhodogyne. Deze leer is in soortgelijke vorm ook terug te vinden in Plato's dialoog Menon en in de Politeia en het kan dus bevestigd worden dat het hier om een authentieke socratische dialoog gaat.
In de dialoog wordt ook een zekere Xenophon vermeld. Socrates zegt namelijk dat Aspasia aan Xenophon en diens vrouw had geadviseerd om zelfkennis te cultiveren als middel tot deugdelijkheid. De Xenophon die hier genoemd wordt is waarschijnlijk niet de bekende schrijver Xenophon van Erchia.
In de dialoog Telauges is Socrates in gesprek met de Pythagoreïsche asceet Telauges (een metgezel van Hermogenes, de halfbroer van Callias en een volgeling van Socrates) en Crito's jonge zoon Critobolus. In de dialoog bekritiseert Telauges omwille van zijn extreme ascetische levenswijze en Crito voor zijn pretentie, schijnbaar in een poging om te pleiten voor een meer gematigde positie.
De dialoog Axiochus, genoemd naar de oom van Alkibiades, bevat een vorm van veroordeling van de ondeugden waaraan Alkibiades zich schuldig had gemaakt. Het is duidelijk, net zoals de dialoog Alkibiades, een van de vele werken die de Socratici gepubliceerd hebben in een poging om Socrates te zuiveren van elke blaam van Alkibiades' corruptie.
In de dialoog Callias is er een discussie over het "correcte gebruik" van rijkdom. Er wordt in geargumenteerd dat de wijze waarop men zich handhaaft onder armoedige omstandigheden een betere maatstaf oplevert voor de deugd dan hoe men omgaat met welvaart.
De Miltiades is een dialoog die gevoerd wordt tussen Socrates, Euripides, Hagnon (de bestuurder van de Griekse kolonie Amphipolis en tevens stiefvader van Theramenes) en Miltiades, de zoon van Stesagoras (die niet verward mag worden met Miltiades de Jongere). De Miltiades waarover in deze dialoog gesproken wordt is mogelijk dezelfde die later Lysander zou vergezellen naar de Atheense volksvergadering waar tot de dictatuur van de dertig werd gestemd. De bestaande fragmenten van de dialoog maken duidelijk dat het gesprek plaatsvond in de Stoa van Zeus Eleutherios, maar daarnaast bevatten ze weinig bruikbare informatie.

## Anekdotes
Diogenes Laërtius meldt in zijn Leven van Aeschines dat Aeschines nadat hij aan lager wal geraakt was, naar het hof van Dionysius II van Syracuse in Syracuse ging en later terugkeerde naar Athene toen Dionysius afgezet werd door Dion. Als dit klopt, dan moet Aeschines op zijn minst geleefd hebben tot 356 v.Chr.. Dit zou impliceren dat hij waarschijnlijk als oude man gestorven is in Athene, aangezien hij hooguit 18 jaar oud was ten tijde van de veroordeling van Socrates in 399 v.Chr.
Diogenes Laërtius beweert ook dat, in tegenstelling tot wat in Plato's dialoog Crito beweerd wordt, het Aeschines was en niet Crito zelf die Socrates had aangespoord om te vluchten uit Athene, in plaats van in de stad te blijven en veroordeeld te worden. Diogenes zegt dat Plato de woorden in de mond van Crito gelegd heeft, omdat hij weinig genegenheid voelde voor Aeschines omwille van zijn banden met Aristippos. Diogenes' bron voor deze uitspraak was echter Idomeneus van Lamsacus, die bekendstaat om zijn weinig betrouwbare informatie en sensatielust in zijn berichtgeving.
Daarnaast is ook bekend dat Aeschines de redenaarskunst praktiseerde en betogen schreef voor beklaagden.
Athenaeus citeert een passage uit een verloren gegane toespraak van Lysias, getiteld Tegen Aeschines, waarin Aeschines' tegenstander hem aanklaagt voor het niet terugbetalen van een schuld toen hij nog werkte als parfumverkoper. De spreker in de passage merkt op dat dit een erg verrassend verloop van gebeurtenissen was, aangezien Aeschines als volgeling van Socrates met hem zoveel gesproken had over deugd en rechtvaardigheid. Naast andere beschuldigingen wordt Aeschines vervolgens voorgesteld als een sofist. Uit de passage en de commentaren van Athenaeus valt op te maken dat het hier een klacht tegen Aeschines zelf betreft.
Athenaeus bericht ons ook van een bewering van Hegesander van Delphi, die verslag doet van het schandaal als zou Plato Aeschines' enige student, Xenocrates, weggekaapt hebben. Ook Hegesander staat echter bekend als een weinig betrouwbare bron en zijn verhaal is waarschijnlijk nergens op gefundeerd. Er zijn bovendien geen andere bewijzen die aangeven dat Aeschines over een eigen filosofie beschikte en eigen studenten opleidde.

## Werken over Aeschines Socraticus
De overgeleverde fragmenten en citaten betreffende Aeschines werden verzameld door de Duitse geleerde Heinrich Dittmar in diens werk Aischines von Sphettos, dat uitgegeven werd in 1912. Dit verzamelwerk is ondertussen vervangen door het werk van de Italiaanse geleerde Gabriele Giannantoni uit 1991 over Socratische geschriften, getiteld Socratis et Socraticorum Relinquiae. Slechts gedeelten van de fragmenten zijn in het Engels vertaald. In het werk Plato and his contemporaries van G.C. Field zijn de grootste fragmenten uit de dialoog Alkibiades en een van de belangrijkste passages uit de Aspasia opgenomen. Dit boek uit 1930 is echter niet langer beschikbaar. Meer recent, in 2003, werden alle bewaarde passages van de Alkibiades gepubliceerd in het boek Socrates and Alcibiades van David Johnson. Er zijn geen uitgaven van de fragmenten in het Nederlands.
- Bibsys: 95005491
- Biblioteca Nacional de España: XX1308588
- Gemeinsame Normdatei: 119420899
- International Standard Name Identifier: 0000 0004 4500 0135
- Library of Congress Control Number: n88038943
- Nationale Bibliotheek van Tsjechië: jo20241220011
- Nationale bibliotheek van Australië: 35272514
- Nationale Bibliotheek van Israël: 987007276806805171
- Nederlandse Thesaurus van Auteursnamen: 069680302
- Réseau des bibliothèques de Suisse occidentale: 02-A012352193
- Istituto Centrale per il Catalogo Unico: CAGV023330
- Système universitaire de documentation: 135494516
- Trove: 892011
- Virtual International Authority File: 202275989